# ZNF346
ZNF346‏ (Zinc finger protein 346) هوَ بروتين يُشَفر بواسطة جين ZNF346 في الإنسان.